# Tutunul (film)
Tutunul (titlul original: în bulgară Тютюн, transliterat: Tiutiun) este un film regizat de Nikola Korabov (Никола Корабов) în 1962, care a fost nominalizat la categoria Palme d'Or a Festivalului de la Cannes în anul 1963. 
Filmul este o adaptare a romanului omonim al scriitorului bulgar Dimităr Dimov (Димитър Димов).

## Conținut
Boris, Pavel și Stefan sunt fiii unui sărac profesor de limba latină de la țară. Boris este ambițios și visează la bani și putere, în timp ce frații săi mai mici sunt comuniști, devotați cauzei și partidului. Boris o întâlnește pe Irina la cules de struguri și se îndrăgostește de ea, în timp ce Pavel se îndrăgostește de prietena ei Lila, care este și ea membră a Partidului Comunist. Tatăl Irinei este gardian superior în administrația raională. Când părăsește mediul rural pentru a studia medicina la Sofia, Boris se căsătorește cu Maria, fiica proprietarului fabricii de tutun Nicotiana.
După ce tatăl Mariei moare, Boris moștenește fabrica și devine bogat. Cu toate acestea, starea de sănătate a soției sale se deteriorează treptat, este bolnavă mintal și nu poate recunoaște oamenii din jurul ei. Irina și Boris devin iubiți, iar după moartea Mariei, se căsătoresc. Cu puțin timp înainte, tatăl Irinei este ucis în timpul unei greve la fabrică.
Boris face înțelegeri cu antreprenori germani, în timp ce Sofia este bombardată de Aliați, iar Irina devine din ce în ce mai conștientă de adevărata lui natură. Al Doilea Război Mondial se apropie de sfârșit și Boris plănuiește o afacere mare cu un comerciant grec. Succesul său depinde de von Geyer, directorul general al unei companii germane de tutun. Boris îi cere Irinei să-l seducă. Atrasă de filosofia nietzscheană și de aristocrația lui von Geyer, Irina îi devine iubită. Cei trei pleacă în Grecia, unde Boris aranjează cea mai mare afacere din viața lui. Epuizat de alcool, el se îmbolnăvește de malarie și moare.
Pe măsură ce armata britanică avansează, partizanii intră în acțiuni deschise de luptă. La 9 septembrie 1944, Irina îl îngroapă pe Boris în locul unde s-au întâlnit pentru prima dată. Se aude o împușcătură.

## Distribuția
- Nevena Kokanova - Irina
- Iordan Matev - Boris Morev
- Miroslava Stoianova - Lila
- Ivan Kasabov - Pavel Morev
- Nikola Popov - Shishko
- Stefan Peichev - Kostov
- Peter Slabakov - Dinko
- Luna Davidova - Varvara
- Wolfgang Langhoff - Von Geir
- Gheorghi Stamatov - Tatko Pier
- Ivan Dimov - Barutciev
- Magda Kolceakova - Spasuna
- Țvetana Ostrovska - Maria

## Lansare
În România premiera filmului a avut loc la data de 9 srptembrie 1963 la cinematografele „Magheru” și „I.C. Frimu” din capitală.